# Phantasy Star II
Phantasy Star II (ファンタシースターII ～帰らざる時の終わりに～?, Phantasy Star II: Kaerazaru Toki no Owari ni) è un videogioco di ruolo sviluppato e pubblicato nel 1989 da SEGA per Sega Mega Drive. 
Secondo titolo della serie Phantasy Star, è stato convertito e distribuito tramite Virtual Console per Wii, Xbox Live Arcade e Steam, oltre ad essere presente nelle raccolte Sega Mega Drive Collection e Sega Mega Drive Ultimate Collection. Nel giugno 2017 è stato incluso tra i titoli di lancio per iOS e Android dell'iniziativa SEGA Forever.
Per via dell'esiguità della diffusione in occidente di giochi di ruolo come Phantasy Star II ai tempi della sua uscita, negli Stati Uniti venne acclusa al gioco una guida strategica.